# Грузія на зимових Олімпійських іграх 1998
Зимові Олімпійські ігри 1998 року в Нагано стали другими зимовими і третіми Олімпійськими іграми взагалі, в яких грузинські спортсмени брали участь під прапором незалежної Грузії. Прапороносцем на церемонії відкриття Олімпіади стала гірськолижниця Софія Ахметелі. 4 олімпійці (3 чоловіки і 1 жінка) змагалися в 2 видах спорту (гірськолижний спорт, стрибки з трампліна), однак медалей не вибороли.

## Учасники
| Вид спорту          | Чоловіки | Жінки | Всього |
| ------------------- | -------- | ----- | ------ |
| Гірськолижний спорт | 2        | 1     | 3      |
| Стрибки з трампліна | 1        | 0     | 1      |
| Усього              | 3        | 1     | 4      |

## Гірськолижний спорт
| Спортсмен          | Дисципліна            | Фінал            | Фінал   | Фінал            | Фінал | Фінал |
| Спортсмен          | Дисципліна            | Спуск 1          | Спуск 2 | Разом            | Місце |       |
| ------------------ | --------------------- | ---------------- | ------- | ---------------- | ----- | ----- |
| Зураб Джинджишвілі | супергігант, чоловіки |                  |         | не фінішував     | –     |       |
| Леван Абрамішвілі  | слалом, чоловіки      | не фінішував     | –       | не фінішував     | –     |       |
| Софія Ахметелі     | слалом, жінки         | лискваліфікована | –       | лискваліфікована | –     |       |

Комбінація, чоловіки
| Спортсмен          | Слалом  | Слалом | Швидкісний спуск | Разом         | Разом |
| Спортсмен          | Час 1   | Час 2  | Час              | Загальний час | Місце |
| ------------------ | ------- | ------ | ---------------- | ------------- | ----- |
| Зураб Джинджишвілі | 1:00.20 | 55.06  | 1:40.39          | 3:35.65       | 14    |

## Стрибки з трампліна
| Спортсмен    | Дисципліна                | Кваліфікація | Кваліфікація | Кваліфікація | Фінальний стрибок 1 | Фінальний стрибок 1 | Фінальний стрибок 1 | Фінальний стрибок 2 | Фінальний стрибок 2 | Разом      | Разом      |
| Спортсмен    | Дисципліна                | Відстань     | Бали         | Місце        | Відстань            | Бали                | Місце               | Відстань            | Бали                | Бали       | Місце      |
| ------------ | ------------------------- | ------------ | ------------ | ------------ | ------------------- | ------------------- | ------------------- | ------------------- | ------------------- | ---------- | ---------- |
| Каха Цакадзе | нормальний трамплін, 90 м | 69.0         | 66.5         | 55           | не пройшов          | не пройшов          | не пройшов          | не пройшов          | не пройшов          | не пройшов | не пройшов |
| Каха Цакадзе | великий трамплін, 120 м   | 89.5         | 52.6         | 59           | не пройшов          | не пройшов          | не пройшов          | не пройшов          | не пройшов          | не пройшов | не пройшов |